# Carl Griewank
Carl Caspar Friedrich Griewank (* 20. Dezember 1795 in Wismar; † 7. August 1872 in Dassow) war ein deutscher lutherischer Geistlicher und regionaler Naturforscher.

## Leben
Griewank war Sohn des Konrektors in Wismar Joachim Heinrich Griewank. Er besuchte die Große Stadtschule Wismar und studierte danach Theologie an den Universitäten Rostock und Göttingen. In Rostock wurde er 1813 Mitglied der Verbindung Rostochia und in Göttingen 1815 Mitglied des Corps Vandalia Göttingen. Nach einer zu der Zeit üblichen Tätigkeit als Hauslehrer wurde er 1820 Collaborator am Lehrerseminar in Ludwigslust, wo er 1824 Inspektor und Hilfsprediger der Gemeinde der Hofkirche wurde. 1829 wurde Griewank Pastor an der Nikolaikirche in Dassow und 1857 Präpositus an der Marienkirche in Klütz. 1870 wurde er zum mecklenburg-schwerinschen Kirchenrat ernannt und 1872 emeritiert. Als Nebenbeschäftigung befasste er sich in engem Kontakt mit dem Arzt und Botaniker Georg Gustav Detharding (1765–1838) in Rostock mit der Natur des Klützer Winkels; zahlreiche hinterlassene Veröffentlichungen befassen sich mit der Botanik dieses Landschaftsteils von Mecklenburg. Er sammelte fossile Versteinerungen und war Mitglied des Vereins der Naturfreunde Mecklenburgs.

## Schriften
- Kleines Lesebuch, zunächst bestimmt für das Seminarium in Ludwigslust, Adler, Rostock 1825 (Folgeauflagen durch Carl Wilhelm Sellin unter dem Titel Erstes Lesebuch für Volksschulen in Mecklenburg. Ebenfalls in Rostock bei Adler)
- Kurze Beschreibung der Gegend um Dassow in Mecklenburg-Schwerin, Berlin 1846
- Verzeichnis der im Klützer Ort vorkommenden selteneren Pflanzen Mecklenburgs, 1847
- Einige Bemerkungen über die noch vorhandenen Waldungen auf dem Klützer Orte, 1851